# Квалификације за Европско првенство у фудбалу 2024 — група Д
Група Д квалификација за Европско првенство у фудбалу 2024. се састојала од 5 репрезентација: Хрватска, Велс, Јерменија, Турска и Летонија.
Репрезентације Турске и Хрватске су као првопласиране и другопласиране репрезентације избориле директан пласман на првенство, док захваљујући ранг листи УЕФА Лиге нације 2022/23. у бараж је отишла репрезентација Велса.

## Табела
| Легенда |
| --- |
| Репрезентација која се квалификује у првом кругу                                                                                                 |
| Репрезентација која иде у бараж захваљујући учинку у Лиги нација 2022/23. након што нису завршили на првом или другом месту табеле у првом кругу |

| Табела групе Д | Табела групе Д | Табела групе Д | Табела групе Д | Табела групе Д | Табела групе Д | Табела групе Д | Табела групе Д | Табела групе Д | Табела групе Д |  |        |          |      |           |          |  | Домаћи | Домаћи | Домаћи | Домаћи | Домаћи | Домаћи | Домаћи | Гости | Гости | Гости | Гости | Гости | Гости | Гости |
|                | Репрезентација | И              | Д              | Н              | И              | ДГ             | ПГ             | ГР             | Бод.           |  | Турска | Хрватска | Велс | Јерменија | Летонија |  | И      | Д      | Н      | И      | ДГ     | ПГ     | Бод.   | И     | Д     | Н     | И     | ДГ    | ПГ    | Бод.  |
| 1.             | Турска         | 8              | 5              | 2              | 1              | 14             | 7              | +7             | 17             |  | -      | 0:2      | 2:0  | 1:1       | 4:0      |  | 4      | 2      | 1      | 1      | 7      | 3      | 7      | 4     | 3     | 1     | 0     | 7     | 4     | 10    |
| 2.             | Хрватска       | 8              | 5              | 1              | 2              | 13             | 4              | +9             | 16             |  | 0:1    | -        | 1:1  | 1:0       | 5:0      |  | 4      | 2      | 1      | 1      | 7      | 2      | 7      | 4     | 3     | 0     | 1     | 6     | 2     | 9     |
| 3.             | Велс           | 8              | 3              | 3              | 2              | 10             | 10             | 0              | 12             |  | 1:1    | 2:1      | -    | 2:4       | 1:0      |  | 4      | 2      | 1      | 1      | 6      | 6      | 7      | 4     | 1     | 2     | 1     | 4     | 4     | 5     |
| 4.             | Јерменија      | 8              | 2              | 2              | 4              | 9              | 11             | -2             | 8              |  | 1:2    | 0:1      | 1:1  | -         | 2:1      |  | 4      | 1      | 1      | 2      | 4      | 5      | 4      | 4     | 1     | 1     | 2     | 5     | 6     | 4     |
| 5.             | Летонија       | 8              | 1              | 0              | 7              | 5              | 19             | -14            | 3              |  | 2:3    | 0:2      | 0:2  | 2:0       | -        |  | 4      | 1      | 0      | 3      | 4      | 7      | 3      | 4     | 0     | 0     | 4     | 1     | 12    | 0     |

## Резултати
| Јерменија       | 1:2    | Турска                     |
| --------------- | ------ | -------------------------- |
| Кабал 10’ (аг.) | Детаљи | Кокџу 35’ · Актуркоглу 64’ |

| Хрватска     | 1:1    | Велс           |
| ------------ | ------ | -------------- |
| Крамарић 28’ | Детаљи | Броудхед 90+3’ |

| Турска | 0:2    | Хрватска           |
| ------ | ------ | ------------------ |
|        | Детаљи | Ковачић 20’, 45+4’ |

| Велс    | 1:0    | Летонија |
| ------- | ------ | -------- |
| Мур 41’ | Детаљи |          |

| Летонија                 | 2:3    | Турска                                  |
| ------------------------ | ------ | --------------------------------------- |
| Емсис 51’ · Тоберс 90+4’ | Детаљи | Бардакчи 22’ · Ундер 61’ · Кавеџи 90+5’ |

| Велс                   | 2:4    | Јерменија                           |
| ---------------------- | ------ | ----------------------------------- |
| Џејмс 10’ · Вилсон 72’ | Детаљи | Зеларајан 19’, 75’ · Ранос 30’, 66’ |

| Јерменија                              | 2:1    | Летонија        |
| -------------------------------------- | ------ | --------------- |
| Тикнизјан 35’ · Барсегјан 90+1’ (пен.) | Детаљи | Савалнијекс 67’ |

| Турска                | 2:0    | Велс |
| --------------------- | ------ | ---- |
| Најир 72’ · Гулер 80’ | Детаљи |      |

| Хрватска                                                     | 5:0    | Летонија |
| ------------------------------------------------------------ | ------ | -------- |
| Петковић 3’, 44’ · Иванушец 13’ · Крамарић 68’ · Пашалић 78’ | Детаљи |          |

| Турска       | 1:1    | Јерменија  |
| ------------ | ------ | ---------- |
| Јилдирим 88’ | Детаљи | Дашјан 49’ |

| Јерменија | 0:1    | Хрватска     |
| --------- | ------ | ------------ |
|           | Детаљи | Крамарић 14’ |

| Летонија | 0:2    | Велс                           |
| -------- | ------ | ------------------------------ |
|          | Детаљи | Ремзи 29’ (пен.) · Брукс 90+6’ |

| Летонија                    | 2:0    | Јерменија |
| --------------------------- | ------ | --------- |
| Икауниекс 39’ · Балодис 68’ | Детаљи |           |

| Хрватска | 0:1    | Турска     |
| -------- | ------ | ---------- |
|          | Детаљи | Јилмаз 30’ |

| Турска                                        | 4:0    | Летонија |
| --------------------------------------------- | ------ | -------- |
| Акгун 58’ · Тосун 84’, 90+2’ · Актуркоглу 88’ | Детаљи |          |

| Велс            | 2:1    | Хрватска    |
| --------------- | ------ | ----------- |
| Вилсон 47’, 60’ | Детаљи | Пашалић 75’ |

| Јерменија    | 1:1    | Велс                  |
| ------------ | ------ | --------------------- |
| Зеларајан 5’ | Детаљи | Тикнизјан 45+2’ (аг.) |

| Летонија | 0:2    | Хрватска                |
| -------- | ------ | ----------------------- |
|          | Детаљи | Мајер 7’ · Крамарић 16’ |

| Хрватска    | 1:0    | Јерменија |
| ----------- | ------ | --------- |
| Будимир 43’ | Детаљи |           |

| Велс        | 1:1    | Турска            |
| ----------- | ------ | ----------------- |
| Вилијамс 7’ | Детаљи | Јазичи 70’ (пен.) |

## Стрелци
4 гола
| - Андреј Крамарић |

3 гола
| - Хари Вилсон | - Лукас Зеларајан |  |  |

2 гола
| - Грант-Леон Ранос - Бруно Петковић | - Марио Пашалић - Матео Ковачић | - Керем Актуркоглу - Џенк Тосун |

1 гол
| - Арон Ремзи - Данијел Џејмс - Дејвид Брукс - Кифер Мур - Нејтан Броудхед - Неко Вилијамс - Артак Дашјан - Наир Тикнизјан - Тигран Барсегјан | - Даниелс Балодис - Едуардс Емсис - Јанис Икауниекс - Кристерс Тоберс - Робертс Савалнијекс - Абдулкерим Бардакчи - Арда Гулер - Бариш Алпер Јилмаз - Бертуг Јилдирим | - Ирфан Џан Кавеџи - Јунус Акгун - Јусуф Јазичи - Оркун Конџу - Умут Најир - Ченгиз Ундер - Анте Будимир - Ловро Мајер - Лука Иванушец |

Аутогол
| - Наир Тикнизјан (против Велса) | - Озан Кабак (против Јерменије) |